# Championnat d'Europe de football des moins de 18 ans 2000
Navigation
Euro 1999 Euro 2001
L'Euro 2000 des moins de 18 ans est la 49e édition du Championnat d'Europe de football des moins de 18 ans qui se déroule en Allemagne du 17 au 24 juillet 2000.
La France remporte son cinquième titre en gagnant face à l'Ukraine en finale, 1 à 0.

## Présentation
La compétition se déroule sur quatorze stades placés dans les villes suivantes : Aichach, Ansbach, Augsbourg, Donauwörth, Forst, Gundelfingen, Heilbronn, Ludwigsburg, Mannheim, Nördlingen, Nuremberg, Schwäbisch Gmünd, Sinsheim et Stuttgart.

### Équipes qualifiées
La compétition est destinée aux joueurs nés après le 1er janvier 1981.
- Allemagne
- Croatie
- Finlande
- France
- Pays-Bas
- Tchéquie
- Russie
- Ukraine

## Phase finale

### Groupe A
| Place | Équipe    | Pts | J | G | N | P | Buts + | Buts - | Diff. |
| 1er   | Ukraine   | 7   | 3 | 2 | 1 | 0 | 3      | 1      | +2    |
| 2e    | Allemagne | 6   | 3 | 2 | 0 | 1 | 6      | 3      | +3    |
| 3e    | Pays-Bas  | 4   | 3 | 1 | 1 | 1 | 3      | 3      | 0     |
| 4e    | Croatie   | 0   | 3 | 0 | 0 | 3 | 3      | 8      | -5    |

| Date            | Ville       | Équipe 1  | Résultat | Équipe 2  |
| --------------- | ----------- | --------- | -------- | --------- |
| 17 juillet 2000 | Mannheim    | Allemagne | 0 - 1    | Ukraine   |
| 17 juillet 2000 | Ludwigsburg | Pays-Bas  | 3 - 0    | Croatie   |
| 19 juillet 2000 | Heilbronn   | Allemagne | 3 - 0    | Pays-Bas  |
| 19 juillet 2000 | Forst       | Ukraine   | 2 - 1    | Croatie   |
| 21 juillet 2000 | Stuttgart   | Croatie   | 2 - 3    | Allemagne |
| 21 juillet 2000 | Sinsheim    | Pays-Bas  | 0 - 0    | Ukraine   |

### Groupe B
| Place | Équipe   | Pts | J | G | N | P | Buts + | Buts - | Diff. |
| 1er   | France   | 6   | 3 | 2 | 0 | 1 | 4      | 2      | +2    |
| 2e    | Tchéquie | 4   | 3 | 1 | 1 | 1 | 4      | 4      | 0     |
| 3e    | Finlande | 4   | 3 | 1 | 1 | 1 | 5      | 5      | 0     |
| 4e    | Russie   | 2   | 3 | 0 | 2 | 1 | 2      | 4      | -2    |

| Date            | Ville            | Équipe 1 | Score | Équipe 2 |
| --------------- | ---------------- | -------- | ----- | -------- |
| 17 juillet 2000 | Augsbourg        | Tchéquie | 1 - 1 | Russie   |
| 17 juillet 2000 | Ansbach          | France   | 1 - 2 | Finlande |
| 19 juillet 2000 | Donauwörth       | Tchéquie | 0 - 1 | France   |
| 19 juillet 2000 | Schwäbisch Gmünd | Russie   | 1 - 1 | Finlande |
| 21 juillet 2000 | Nördlingen       | Finlande | 2 - 3 | Tchéquie |
| 21 juillet 2000 | Gundelfingen     | Russie   | 0 - 2 | France   |

### Match pour la troisième place
| Date            | Ville   | Équipe 1  | Résultat | Équipe 2 |
| 23 juillet 2000 | Aichach | Allemagne | 3 - 1    | Tchéquie |

### Finale
| Sélectionneur :    |
| Jacques Crevoisier |

| Sélectionneur : |
| A. Kroschenko   |

| Sélectionneur :    |
| Jacques Crevoisier |

| Sélectionneur : |
| A. Kroschenko   |

### Classement final
| Place              | Équipe    | Stade            |
| ------------------ | --------- | ---------------- |
| Médaille d'or      | France    | Vainqueur        |
| Médaille d'argent  | Ukraine   | Finaliste        |
| Médaille de bronze | Allemagne | Petite finale V. |
| 4                  | Tchéquie  | Petite finale    |
| 5                  | Finlande  | 3e gr. B         |
| 6                  | Pays-Bas  | 3e gr. A         |
| 7                  | Russie    | 4e gr. B         |
| 8                  | Croatie   | 4e gr. A         |

Les trois premiers de chaque groupe sont qualifiés pour le Mondial des moins de 20 ans. Ainsi, l'Ukraine, l'Allemagne et les Pays-Bas (groupe A) ainsi que la France, la Tchéquie et la Finlande (groupe B) se rendent en Argentine en 2001.

## Lauréats

### Équipe de France des moins de 18 ans
| Nom                | Nom                     | Équipe en 2000        | Date de naissance | J.              | Buts            |                 |                 |                 |
| Gardiens de but    | Gardiens de but         | Gardiens de but       | Gardiens de but   | Gardiens de but | Gardiens de but | Gardiens de but | Gardiens de but | Gardiens de but |
| ------------------ | ----------------------- | --------------------- | ----------------- | --------------- | --------------- | --------------- | --------------- | --------------- |
| 1                  | Nicolas Penneteau       | SC Bastia             | 28.02.1981        | 4               | 0               | 0               | 0               | 0               |
| 16                 | Jérémy Sopalski         | AJ Auxerre            | 06.02.1981        | 0               | 0               | 0               | 0               | 0               |
| Défenseurs         |                         |                       |                   |                 |                 |                 |                 |                 |
| 3                  | Grégory Vignal          | Montpellier HSC       | 19.07.1981        | 3               | 0               | 2               | 1               | 0               |
| 4                  | Gaël Givet              | AS Monaco             | 09.10.1981        | 3+1             | 1               | 0               | 0               | 0               |
| 5                  | Philippe Mexès          | AJ Auxerre            | 30.03.1982        | 2               | 0               | 0               | 0               | 1               |
| 11                 | Bernard Mendy           | Paris SG              | 20.08.1981        | 3+1             | 0               | 1               | 0               | 0               |
| 12                 | Steven Pelé             | Stade rennais         | 28.08.1981        | 3               | 0               | 0               | 0               | 0               |
| 14                 | Jean-Félix Dorothée     | Stade rennais         | 02.10.1981        | 4               | 0               | 0               | 0               | 0               |
| Milieux de terrain |                         |                       |                   |                 |                 |                 |                 |                 |
| 6                  | Benoît Cheyrou          | Lille OSC             | 03.05.1981        | 4               | 0               | 0               | 0               | 0               |
| 8                  | Pascal Berenguer        | SC Bastia             | 20.05.1981        | 2               | 0               | 0               | 0               | 0               |
| 10                 | Lionel Mathis           | AJ Auxerre            | 04.10.1981        | 4               | 2               | 0               | 0               | 0               |
| 13                 | Gaël Danic              | Stade rennais         | 19.11.1981        | 3               | 0               | 0               | 0               | 0               |
| 2                  | Nicolas Fabiano         | Paris SG              | 08.02.1981        | 1+1             | 0               | 0               | 0               | 0               |
| 15                 | Sébastien Roudet        | LB Châteauroux        | 16.06.1981        | 0+3             | 0               | 0               | 0               | 0               |
| Attaquants         |                         |                       |                   |                 |                 |                 |                 |                 |
| 7                  | Hassan Ahamada          | FC Nantes             | 13.04.1981        | 4               | 1               | 1               | 0               | 0               |
| 9                  | Mathieu Maton (forfait) | Lille OSC             | 19.01.1981        | 0               | 0               | 0               | 0               | 0               |
| 17                 | Hervé Bugnet            | Girondins de Bordeaux | 24.08.1981        | 0+3             | 1               | 0               | 0               | 0               |
| 18                 | Djibril Cissé           | AJ Auxerre            | 12.08.1981        | 3+1             | 0               | 0               | 0               | 0               |
| Sélectionneur      |                         |                       |                   |                 |                 |                 |                 |                 |
|                    | Jacques Crevoisier      |                       | 24.11.1947        |                 |                 |                 |                 |                 |

#### Parcours
C'est à Clairefontaine-en-Yvelines, le 30 juin 2000, que l'aventure tricolore commence. Soucieux du détail, Jacques Crevoisier prévoit trois stages à l'INF donc, Angers et Val-d'Isère ainsi qu'une poignée de matchs amicaux. Mais cinq jours avant le début de la compétition, une grande partie du groupe est victime d'une intoxication alimentaire. « Quinze joueurs sur les dix-huit ont été souffrant » raconte Nicolas Penneteau, gardien et capitaine de la sélection. Mathieu Maton est le plus durement touché et doit être hospitalisé, il ne dispute aucun match de la compétition. Djibril Cissé perd cinq kilos en quelques jours et les mines du camp bleu sont déconfites. Le coach doit composer et se passer de plusieurs éléments clés pour le premier match face à la Finlande, Cissé et Bernard Mendy sont notamment forfait.
La France commence le tournoi contre la Finlande avec une équipe de convalescents, certains joueurs ne sont pas remis physiquement explique. Malgré l'ouverture du score par le Nantais Hassan Ahamada (24e), les Bleuets craquent en seconde période et démarrent le tournoi par une défaite (1-2) contre un adversaire à leur portée. L'entraîneur français opte pour un discours musclé et fait sentir son mécontentement au groupe : « je leur ai dit que le mental devait l'emporter sur le physique. Au-delà du Championnat d'Europe, c'est la qualification pour le Mondial des moins de 20 ans 2001 en Argentine qui était en jeu. Alors plus question d'avoir mal au ventre ».
Trois jours après l'accident finlandais, les Tricolores se relancent malgré un nouveau scénario catastrophe contre la Tchéquie. À Donauwörth, le meneur de jeu auxerrois Mathis ouvre la marque. Mais les Bleuets se retrouvent rapidement à neuf : Vignal, arrière gauche, et Mexès, chef de la défense, sont exclus à la 54e minute. Le premier écope un second carton jaune et le deuxième est victime d'un cracheur-tricheur. Pendant 40 minutes, les Français résistent et se révoltent (1-0). L'UEFA inflige trois matchs de suspension à Mexès.
Pour Crevoisier, les soucis continuent : privé de deux joueurs, il doit former une nouvelle défense aussi efficace que sa devancière pour le match capital contre la Russie. Givet sort du banc pour diriger la défense et ouvre même la marque pour envoyer la France en finale de l'Euro ainsi qu'au Mondial 2001. Sur une nouvelle balle en profondeur, Mathis termine le bel œuvre (2-0).
Les Bleuets sont qualifiés pour la finale où se dresse l'Ukraine, seule équipe invaincue de la compétition, avec son bloc difficile à bouger. Dans cette dernière ligne droite, les Juniors français sont inarrêtables. Plus puissants, plus résistants, plus solides psychologiquement, ils gagnent la bataille tactique et s'imposent (1-0). Remplaçant depuis le début du tournoi, Bugnet est averti par Crevoisier qu'il rentrera en cours de jeu et cela arrive à la 67e minute. Treize minutes plus tard, sur une passe de Vignal, il trouve la formule et fait sauter le verrou jaune (1-0).

#### Matchs
France 1-2 (1-0) Finlande
- But : Ahamada (24e).
- France : Penneteau - Dorothée, Mexès, Givet, Vignal - Fabiano (Cissé, 64e), Bérenguer, Mathis, Cheyrou (Roudet, 60e) - Danic (Mendy, 64e), Ahamada.

Tchéquie 0-1 (0-1) France
- But : Mathis (18e).
- France : Penneteau - Dorothée, Pelé, Mexès (  54e), Vignal (  ?e,  54e) - Mendy, Cheyrou, Danic (Roudet, 71e), Mathis - Ahamada (Bugnet, 81e), Cissé (Givet, 75e).

France 2-0 (0-0). Russie
- Buts : Givet (73e), Mathis (84e).
  - France : Penneteau - Dorothée, Pelé, Givet, Cheyrou - Mendy (Fabiano, 85e), Bérenguer, Mathis, Danic - Ahamada (Bugnet, 69e), Cissé.

France 1-0 (0-0) Ukraine
- But : Bugnet (81e).
- France : Penneteau - Dorothée, Pelé, Givet, Vignal - Mendy, Cheyrou, Mathis, Danic (Roudet, 57e) - Ahamada, Cissé (Bugnet, 67e).